# Allar Raja
Allar Raja, född 22 juni 1983, är en estländsk roddare.
Raja tävlade för Estland vid olympiska sommarspelen 2008 i Peking, där han slutade på 9:e plats i scullerfyra. Vid olympiska sommarspelen 2012 i London slutade Raja på 4:e plats i scullerfyra.
Vid olympiska sommarspelen 2016 i Rio de Janeiro tog Raja silver i scullerfyra. Övriga i roddarlaget var Andrei Jämsä, Tõnu Endrekson och Kaspar Taimsoo. Vid olympiska sommarspelen 2020 i Tokyo slutade Raja på sjätte plats i scullerfyra.